# Universidade de Colônia
A Universidade de Colônia (em língua alemã, "Universität zu Köln") localiza-se em Colônia no estado de Renânia do Norte-Vestfália na Alemanha.
Foi fundada em 1388, é uma das mais antigas da Europa e uma das maiores de seu país, sendo a quarta universidade criada no Sacro Império Romano-Germânico. Foi reaberta em 1919 na forma de uma universidade moderna.

## Professores e Estudantes Famosos
- Albertus Magnus Professor de Tomás de Aquino (século XIII)
- Tomás de Aquino século XIII
- Kurt Alder Prêmio Nobel de Química 1950
- Peter Grünberg Prêmio Nobel de Física 2007
- Heinrich Böll Prêmio Nobel de Literatura
- Karl Carstens Presidente da República Federal da Alemanha 1979 - 1984
- Gustav Heinemann Presidente da República Federal da Alemanha 1969 - 1974
- Karolos Papoulias Presidente da República Helênica
- Amos Grunebaum Obstetra
- Erich Gutenberg Estudos de Negócios